# Humboldtova univerzita
Humboldtova univerzita v Berlíně (německy Humboldt-Universität zu Berlin, latinsky Alma Universitas Humboldtiana Berolinensis, zkráceně HU Berlin) je nejstarší berlínská univerzita, založená v roce 1809. Její hlavní areál se nachází v samém srdci Berlína, v obvodu Berlin-Mitte, přičemž hlavní budova stojí přímo na bulváru Unter den Linden. Na popud liberálního pruského reformátora školství a jazykovědce Wilhelma von Humboldta ji v roce 1809 jako Berlínskou univerzitu založil pruský král a braniborský markrabě Fridrich Vilém III. Škola byla otevřena již následujícího roku, čímž se stala nejstarší ze čtyř berlínských univerzit.
Školu tvoří celkem 9 fakult včetně lékařské fakulty Charité, kterou sdílí se Svobodnou univerzitou Berlín, a více než 43 000 studentům, kteří ji navštěvují, nabízí vzdělání ve 189 studijních programech od bakalářských po postdoktorandské. Model vysokoškolského vzdělání pruského reformátora školství Wilhelma von Humboldta, na jehož základě byla škola vybudována, silně ovlivnil ostatní evropské a americké univerzity. Během 19. a počátkem 20. století měla univerzita celosvětově vedoucí postavení v oboru přírodních věd, neboť byla spojena s významnými průlomy ve fyzice, chemii a dalších vědách.
Mezi významné pedagogy a absolventy školy patřili přední filozofové, sociologové, umělci, právníci, politici, matematici, vědci a státníci, jako byli Max Weber, Georg Simmel, Otto von Bismarck, W. E. B. Du Bois, Walter Benjamin, Karl Liebknecht, Arthur Schopenhauer, Georg Wilhelm Friedrich Hegel, Ernst Cassirer, Heinrich Heine, Albert Einstein či Max Planck. Je mezi nimi 55 nositelů Nobelovy ceny.

## Název
Pruský král a braniborský markrabě Fridrich Vilém III. školu založil v roce 1809 jako Berlínskou univerzitu (Universität zu Berlin). Od roku 1828 do roku 1945 nesla na počest svého zakladatele jméno Univerzita Fridricha Viléma (Friedrich-Wilhelms-Universität). V té době se též neoficiálně nazývala Univerzita pod lipami (Universität unter den Linden) podle umístění bývalého paláce prince Jindřicha Pruského (1726–1802), který se stal hlavní univerzitní budovou. V roce 1949 změnila po odštěpení Svobodné univerzity Berlín jméno na současnou Humboldtovu univerzitu, neboť historické jméno Univerzita Fridricha Viléma mělo příliš feudální původ. Byl tak vzdán hold jednomu z jejích zakladatelů a jeho bratru, přírodovědci Alexandru von Humboldtovi.

## Historie

### Počátky

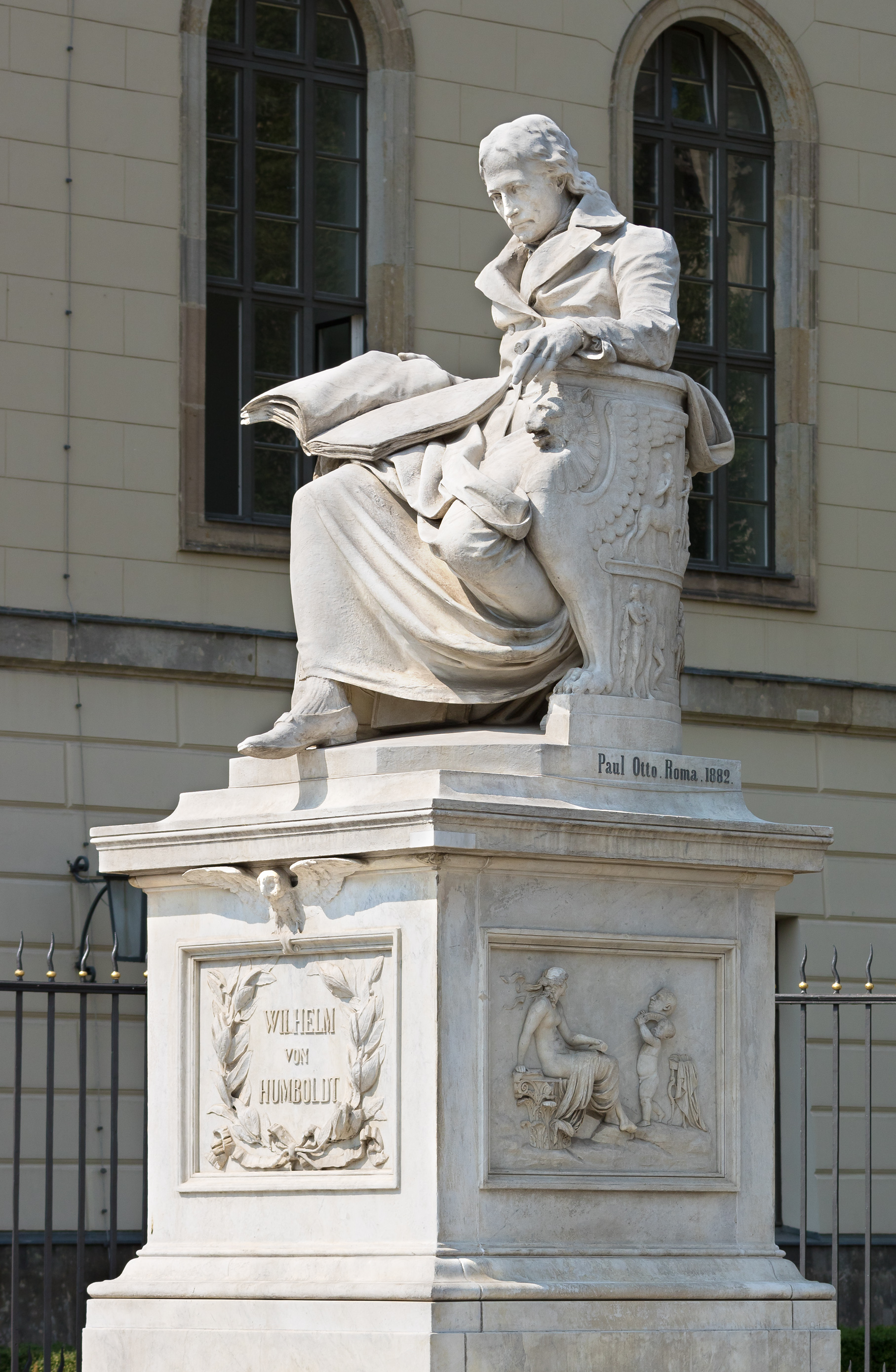
Socha Wilhelma von Humboldta před hlavní budovou univerzity od Paula Otta

K založení univerzity došlo 16. srpna 1809 především z podnětu Wilhelma von Humboldta. Další významné osobnosti, jež se o založení školy zasloužily, byli přední němečtí učenci té doby, zejména pak filozof Johann Gottlieb Fichte a protestantský teolog Friedrich Daniel Ernst Schleiermacher. Univerzita obdržela od svého královského zakladatele palác po jeho zesnulém prastrýci a mladším bratru krále Bedřicha Velikého, princi Jindřichu Pruském, postavený v letech 1748–1766, který stál na bulváru Unter den Linden. První, neoficiální přednášky zde proběhly již v zimě téhož roku, poté, co se odstěhovala vdova po princovi a její devadesátičlenný dvůr. První studenti byli přijati 6. října roku 1810 a první semestr začal hned 10. října s 256 studenty a 52 přednášejícími. Školu tvořily 4 fakulty, a sice právnická, lékařská, teologická a filozofická.
Během uplynulých dvou století prošla univerzitou celá řada velkých německých myslitelů, mezi nimi například subjektivně idealistický filozof Johann Gottlieb Fichte, teolog Friedrich Schleiermacher, absolutně idealistický filozof G. W. F. Hegel, teoretik práva Friedrich Carl von Savigny, pesimistický filozof Arthur Schopenhauer, objektivně idealistický filozof Friedrich Schelling, literární kritik Walter Benjamin a slavní fyzici Albert Einstein a Max Planck. Školu kromě toho navštěvovali i významný lékař první poloviny 19. století Johann Friedrich Dieffenbach, zakladatelé marxismu Karel Marx a Bedřich Engels, básník Heinrich Heine, sjednotitel Německa Otto von Bismarck, spisovatel a lékař Alfred Döblin, jeden ze zakladatelů strukturalistické lingvistiky Ferdinand de Saussure, bojovník za lidská práva W. E. B. Du Bois a zakladatel Evropské unie Robert Schuman.

### Rozšiřování
Kromě vyučování zavedených tradičních oborů, jako je přírodopis, právo, filozofie, historie, teologie a lékařství, se Berlínská univerzita stávala též průkopnicí v zavádění četných nových přírodovědných oborů. Vděčila za to zejména podpoře bratra svého zakladatele, přírodovědce Alexandera von Humboldta. Výstavbu moderních výzkumných pracovišť v druhé polovině 19. století rychle následovala i výuka těchto oborů. K vědecké proslulosti školy přispívali i přední badatelé, jako byli chemik August Wilhelm von Hofmann, matematici Ernst Eduard Kummer, Leopold Kronecker a Karl Weierstrass nebo lékaři Hermann von Helmholtz, Johannes Peter Müller, Albrecht von Graefe, Rudolf Virchow a Robert Koch.
Během tohoto období se univerzita postupně rozrůstala a včleňovala do svých řad i jiné, dříve samostatné koleje a školy. Příkladem je lékařská fakulta Charité, kterou v roce 1709 založil za berlínskými hradbami král Fridrich I. jako karanténní zařízení proti morové epidemii. Roku 1727 ji král Fridrich Vilém I. překřtil na Charité (francouzsky charita). Během dvou let se stala nemocničním zařízením Lékařské fakulty Univerzity Fridricha Viléma, jímž zůstala až do roku 1927, kdy byla vybudována modernější univerzitní nemocnice.
Univerzitní přírodopisná sbírka vznikla v době založení univerzity. Do roku 1889 se natolik rozrostla, že potřebovala novou budovu. Tak se zrodilo berlínské Muzeum přírodní historie. Zvěrolékařská škola založená již v roce 1790 se roku 1934 stala základem fakulty veterinární medicíny. Podobně Vysoká škola polnohospodářská v Berlíně, založená roku 1881 a v roce 1918 přejmenovaná na Zemědělskou univerzitu v Berlíně, byla v roce 1934 sloučena s Agrotechnickou fakultou Univerzity Fridricha Viléma.

### Období Třetí říše
Také Univerzita Fridricha Viléma byla po roce 1933 jako všechny německé vysoké školy ovlivněna nacistickým režimem. Desátého května téhož roku bylo na náměstí mezi univerzitní knihovnou a Berlínskou státní operou spáleno 20 000 knih takzvaných zvrhlých autorů a odpůrců režimu. Při této akci v režii SA pronesl řeč říšský ministr propagandy Joseph Goebbels. Dnes se uprostřed náměstí nachází památník této smutné události tvořený bílým prostorem s prázdnými policemi pro 20 000 knih krytým skleněným panelem a pamětní deskou s textem: „To byla jen předehra, tam, kde se pálí knihy, pálí se posléze i lidé.“ (německy Das war ein Vorspiel nur, dort wo man Bücher verbrennt, verbrennt man am Ende auch Menschen), jehož autorem je básník Heinrich Heine (1820).
Podle Zákona o státní službě schváleného 7. dubna 1933, jen 2 měsíce po jmenování Adolfa Hitlera říšským kancléřem, bylo z Univerzity Fridricha Viléma v období 1933/1934 vypuzeno 250 židovských profesorů a zaměstnanců, jakož i celá řada studentů. Ať se jednalo o osoby takzvaně neárijského původu, nebo o politické odpůrce režimu, všichni museli školu opustit. Řada z nich byla posléze deportována do koncentračních a vyhlazovacích táborů. Nacisté tak vyhnali téměř třetinu osazenstva univerzity.

### Období studené války
Po skončení 2. světové války byla univerzita, jejíž areál se nacházel na území Východního Berlína, znovuotevřena v roce 1946 jako Berlínská univerzita. Již od samého počátku se však musela potýkat s nevraživostí ze strany vojenské vlády sovětské okupační zóny Německa. Ta zahrnovala i neustálé pronásledování svobodomyslných a sociálně demokratických studentů. Sovětská správa začala téměř okamžitě pronásledovat nekomunisty a omezovat akademické svobody na univerzitě, mimo jiné tím, že vyžadovala, aby byly veškeré přednášky předkládány ke schválení funkcionářům Sjednocené socialistické strany Německa, a prováděla na akademické půdě prosovětskou propagandu. To vyvolalo vážné protesty mezi studenty a akademiky. V březnu 1947 pozatýkala NKVD řadu studentů. Sovětský vojenský tribunál je obvinil z podvratné činnosti a špionáže a odsoudil je k 25 letům nucených prací. V průběhu let 1945 až 1948 byli uvězněni či odvlečeni další studenti a pedagogové, někteří z nich byli odvezeni do Sovětského svazu a tam popraveni. Mnozí studenti, kteří se stali cílem sovětské perzekuce, se aktivně účastnili liberálního či sociálně demokratického odporu proti sověty dosazené komunistické „diktatuře“. Německá komunistická strana totiž považovala sociální demokraty za své hlavní nepřátele již od počátků Výmarské republiky.
Během Berlínské blokády byla v roce 1948 s podporou Spojených států založena Svobodná univerzita Berlín coby de facto nástupce Berlínské univerzity v Západním Berlíně. Podržela si přitom tradice a učitelský sbor staré Univerzity Fridricha Viléma. Název Svobodná univerzita je odkazem na status Západního Berlína jako součásti svobodného západního světa v protikladu s nesvobodným světem komunismu jako takovým a zejména pak s nesvobodnou, komunisty ovládanou univerzitou ve Východním Berlíně. Berlínská univerzita se tak v období studené války prakticky rozdělila na dvě svébytné vysoké školy.
Historické jméno Univerzita Fridricha Viléma mělo pro nové mocipány příliš feudální kořeny, proto byla škola v roce 1949 oficiálně přejmenována. Správa sovětské okupační zóny se sice snažila pojmenovat univerzitu po některém z komunistických vůdců, vedení školy se však podařilo prosadit pojmenování po bratřích Humboldtových, Wilhelmovi a Alexandrovi, jejichž jméno bylo nekontroverzní i na Západě a odkazovalo na Humboldtovský model vysokoškolského vzdělání, jenž ovlivnil evropské a americké univerzity. 

### Znovusjednocené Německo
Po znovusjednocení Německa došlo k radikální reorganizaci Humboldtovy univerzity. Pracovní poměry všech zaměstnanců byly ukončeny a na uvolněná místa byla vypsána výběrová řízení. Důvodem pro ukončení pracovních poměrů bylo, že univerzitní činnost byla za komunistického režimu silně zpolitizovaná a že hlavním měřítkem pro zaměstnání bylo členství v komunistické Sjednocené socialistické straně Německa, čímž byli nekomunisté systematicky diskriminováni. Profesorský sbor byl téměř kompletně nahrazen západoněmeckými profesory (několik jich přišlo ze západoberlínské Svobodné univerzity), kteří nebyli spojeni s komunismem. Řada obzvlášť zpolitizovaných a komunistickou ideologií pošramocených fakult, jako právnická, filozofická, historická a ekonomická, byla zcela zrušena a nahrazena novými, jež neměly žádnou spojitost s předchozím obdobím. Výsledkem této čistky byla nová univerzita podle západoněmecké tradice s minimální návazností na školu, která existovala ve Východním Německu.
Humboldtova univerzita má dnes tři kampusy, a sice Mitte (Střed), Nord (Sever) a Adlershof. Hlavní budova je umístěna v srdci kampusu Mitte na bulváru Unter den Linden v centru Berlína. Kolem ní se nacházejí veškerá zařízení společenskovědních a humanitních kateder včetně právnické a ekonomické fakulty. Kampus Nord je situován severně od hlavní budovy poblíž nového berlínského hlavního nádraží a soustřeďuje fakulty biologických přírodních věd a sdílenou lékařskou fakultu Charité. Nebiologické přírodní vědy sídlí společně s počítačovou vědou a matematikou v areálu kampusu Adlershof na jihovýchodě Berlína.

## Fakulty

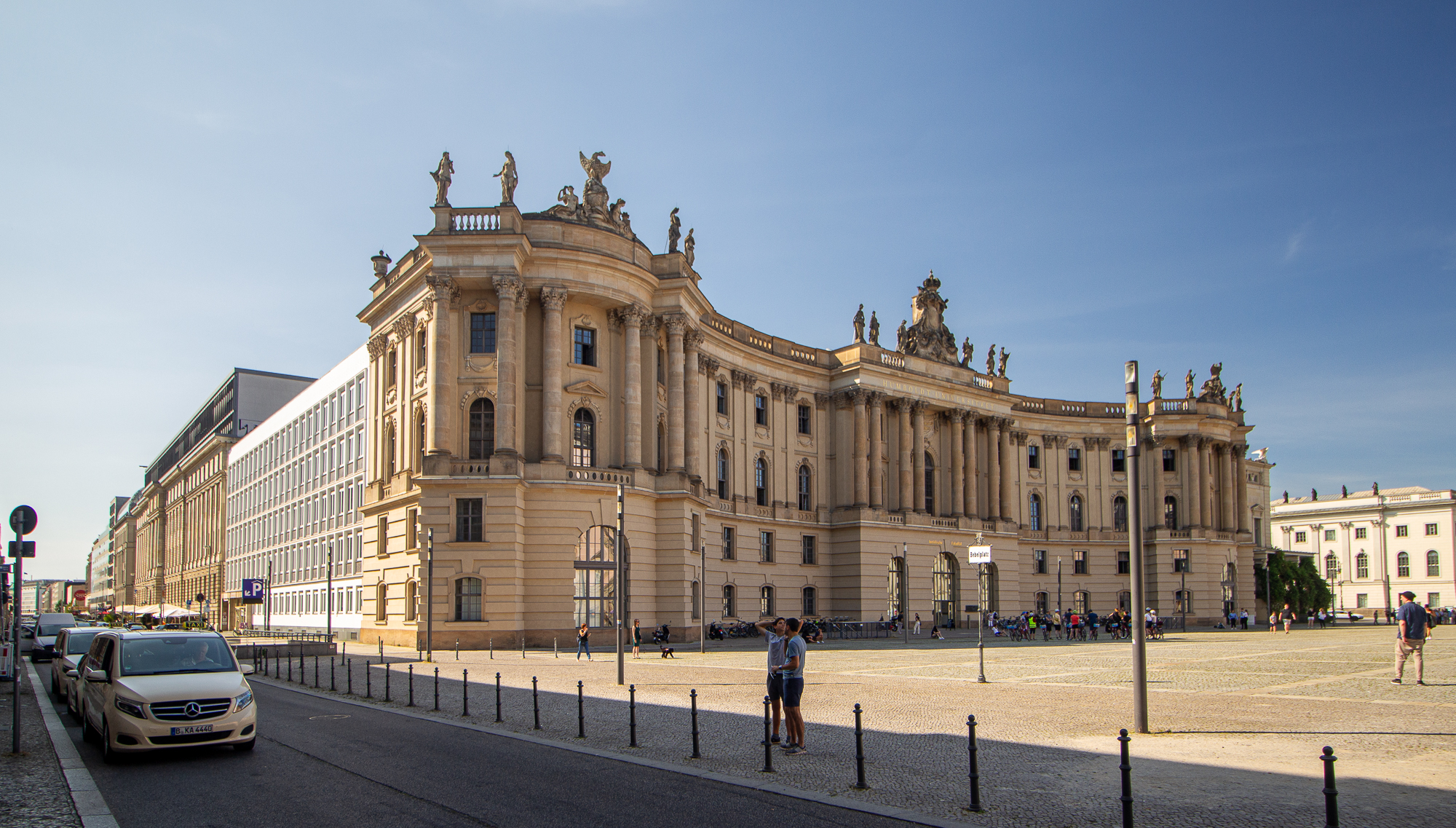
Starý palác (Altes Palais), sídlo právnické fakulty

Humboldtova univerzita je rozdělena na následujících 9 fakult:
- Právnická fakulta
- Fakulta matematiky a nebiologických přírodních věd (geografie, matematická informatika, matematika, chemie, fyzika)
- Fakulta biologických přírodních věd a psychologie (zemědělství a zahradnictví, biologie, psychologie)
- Lékařská fakulta Charité – univerzita ji sdílí se Svobodnou univerzitou Berlín.
- 1. filozofická fakulta (filozofie, dějiny, evropská etnologie, knihovnictví a informační věda)
- 2. filozofická fakulta (literatura, lingvistika, nordistika, románské jazyky a romanistika, anglistika a amerikanistika, slavistika, klasická filologie)
- Fakulta humanitních a společenských věd (společenské vědy, kulturální studia, afroasijská studia, archeologie, sportovní studia, rehabilitační lékařství, vzdělávání, management kvality ve vzdělávání)
- Teologická fakulta
- Fakulta ekonomie a podnikové ekonomiky

Součástí univerzity jsou mimo to ještě tři nezávislé instituce:
- Centrum pro britská studia (pro mezioborové studium zaměřené na Spojené království)
- Humboldt-inovace (Humboldt-Innovation – společnost pro přenos znalostí a technologií z vědy do praxe)
- Späthovo arboretum

## Nositelé Nobelovy ceny
Mezi absolventy, přednášejícími a badateli spjatými s univerzitou je celkem 55 nositelů Nobelovy ceny:
- 1901 Jacobus Henricus van 't Hoff – Nobelova cena za chemii
- 1901 Emil Adolf von Behring – Nobelova cena za fyziologii nebo lékařství
- 1902 Hermann Emil Fischer – Nobelova cena za chemii
- 1902 Theodor Mommsen – Nobelova cena za literaturu
- 1905 Adolf von Baeyer – Nobelova cena za chemii
- 1905 Robert Koch – Nobelova cena za fyziologii nebo lékařství
- 1907 Albert Abraham Michelson – Nobelova cena za fyziku
- 1907 Eduard Buchner – Nobelova cena za chemii
- 1908 Paul Ehrlich – Nobelova cena za fyziologii nebo lékařství
- 1909 Karl Ferdinand Braun – Nobelova cena za fyziku
- 1910 Otto Wallach – Nobelova cena za chemii
- 1910 Albrecht Kossel – Nobelova cena za fyziologii nebo lékařství
- 1910 Paul Heyse – Nobelova cena za literaturu
- 1911 Wilhelm Wien – Nobelova cena za fyziku
- 1914 Max von Laue – Nobelova cena za fyziku
- 1915 Richard Willstätter – Nobelova cena za chemii
- 1918 Fritz Haber – Nobelova cena za chemii
- 1918 Max Planck – Nobelova cena za fyziku
- 1920 Walther Nernst – Nobelova cena za chemii
- 1921 Albert Einstein – Nobelova cena za fyziku
- 1925 Gustav Ludwig Hertz – Nobelova cena za fyziku
- 1925 James Franck – Nobelova cena za fyziku
- 1925 Richard Adolf Zsigmondy – Nobelova cena za chemii
- 1928 Adolf Otto Reinhold Windaus – Nobelova cena za chemii
- 1929 Hans von Euler-Chelpin – Nobelova cena za chemii
- 1931 Otto Heinrich Warburg – Nobelova cena za fyziologii nebo lékařství
- 1932 Werner Heisenberg – Nobelova cena za fyziku
- 1933 Erwin Schrödinger – Nobelova cena za fyziku
- 1935 Hans Spemann – Nobelova cena za fyziologii nebo lékařství
- 1936 Peter Debye – Nobelova cena za chemii
- 1939 Adolf Butenandt – Nobelova cena za chemii
- 1944 Otto Hahn – Nobelova cena za chemii
- 1945 Ernst Boris Chain – Nobelova cena za fyziologii nebo lékařství
- 1950 Kurt Alder – Nobelova cena za chemii
- 1950 Otto Diels – Nobelova cena za chemii
- 1953 Fritz Albert Lipmann – Nobelova cena za fyziologii nebo lékařství
- 1953 Hans Adolf Krebs – Nobelova cena za fyziologii nebo lékařství
- 1954 Max Born – Nobelova cena za fyziku
- 1956 Walther Bothe – Nobelova cena za fyziku
- 1991 Bert Sakmann – Nobelova cena za fyziologii nebo lékařství
- 2007 Gerhard Ertl – Nobelova cena za chemii

## Galerie

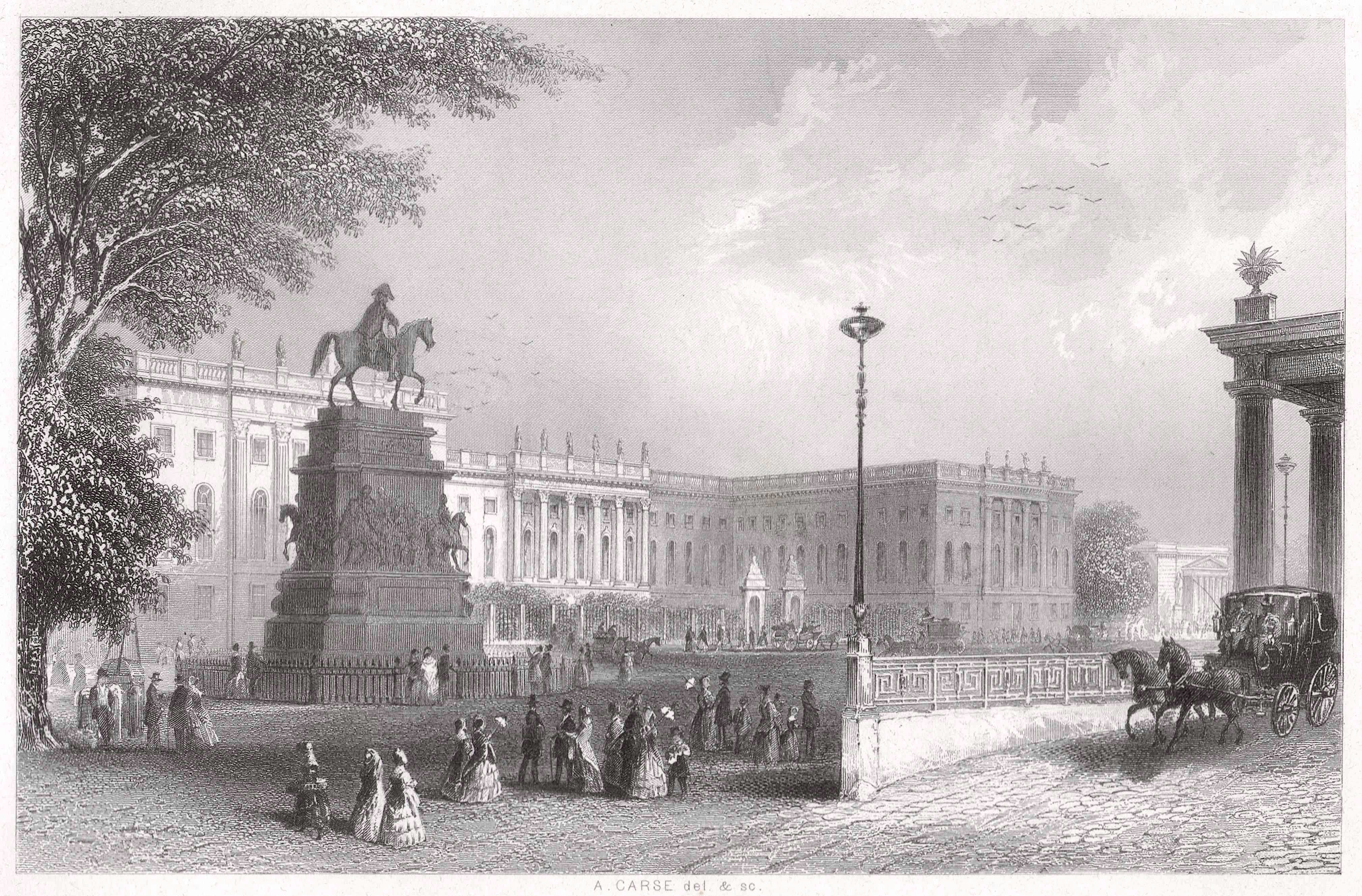
Univerzita Fridricha Viléma v roce 1850
Humboldtova univerzita s pomníkem svého zakladatele
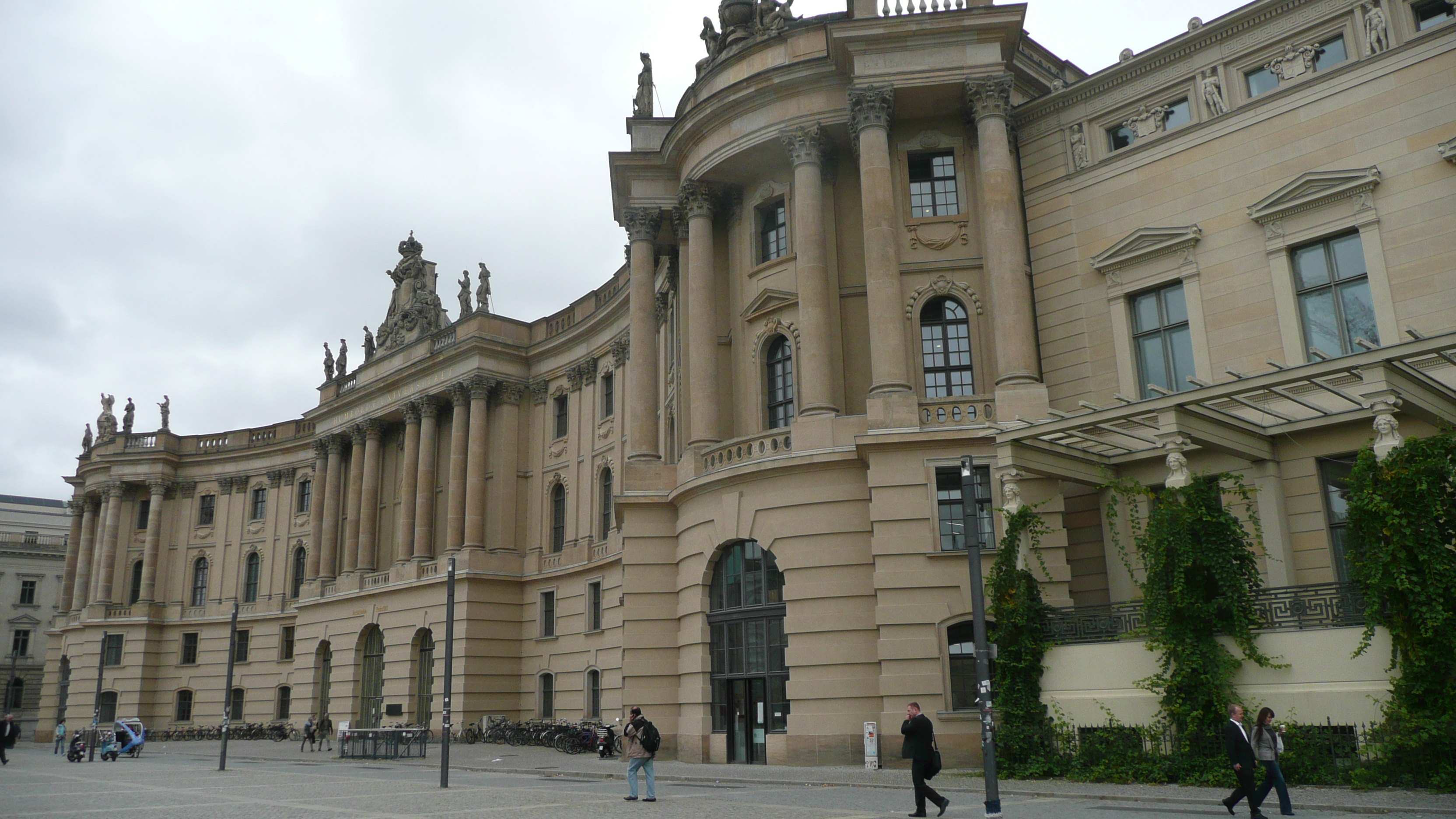
Humboldtova univerzita
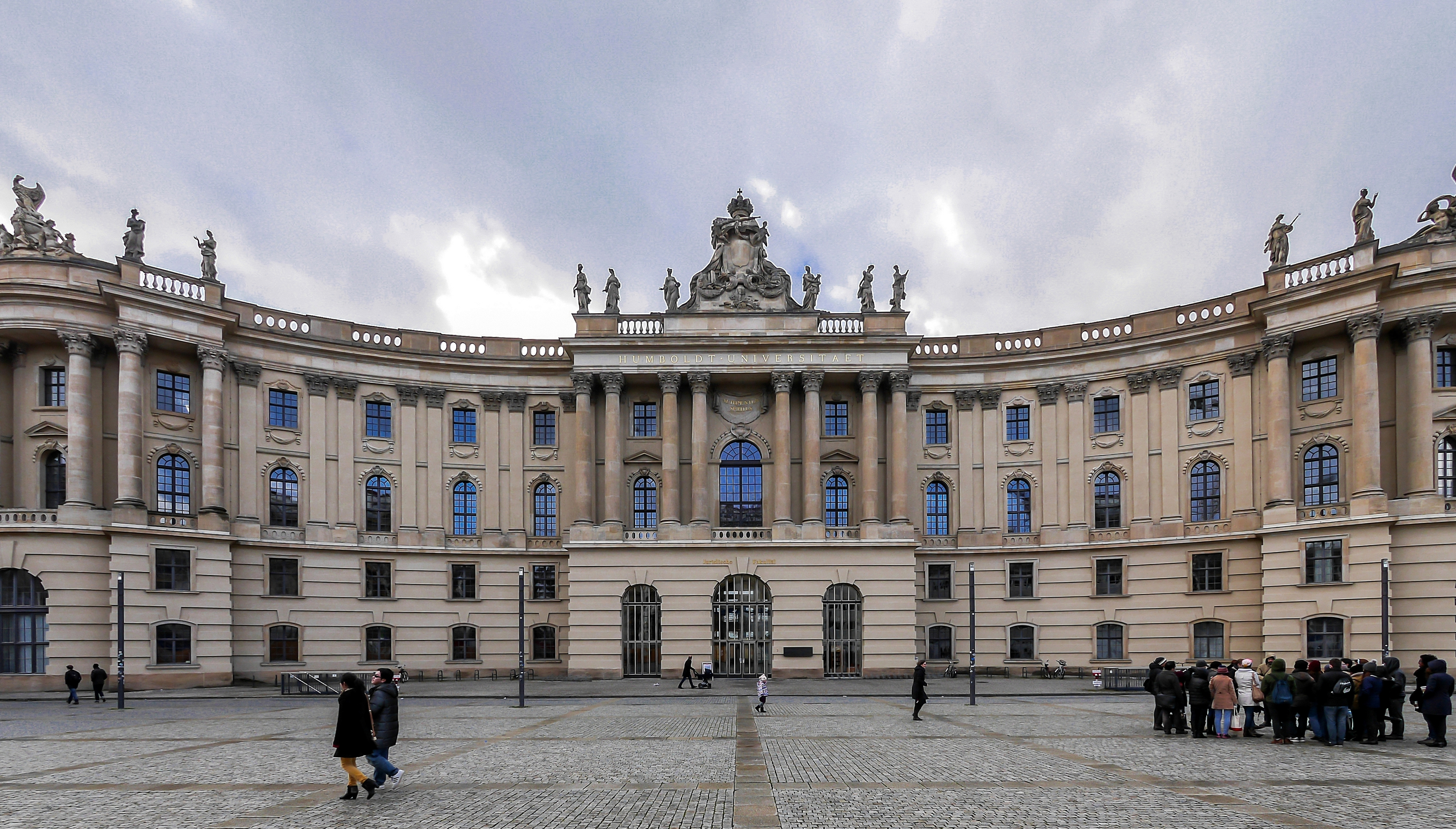
Právnická fakulta Humboldtovy univerzity
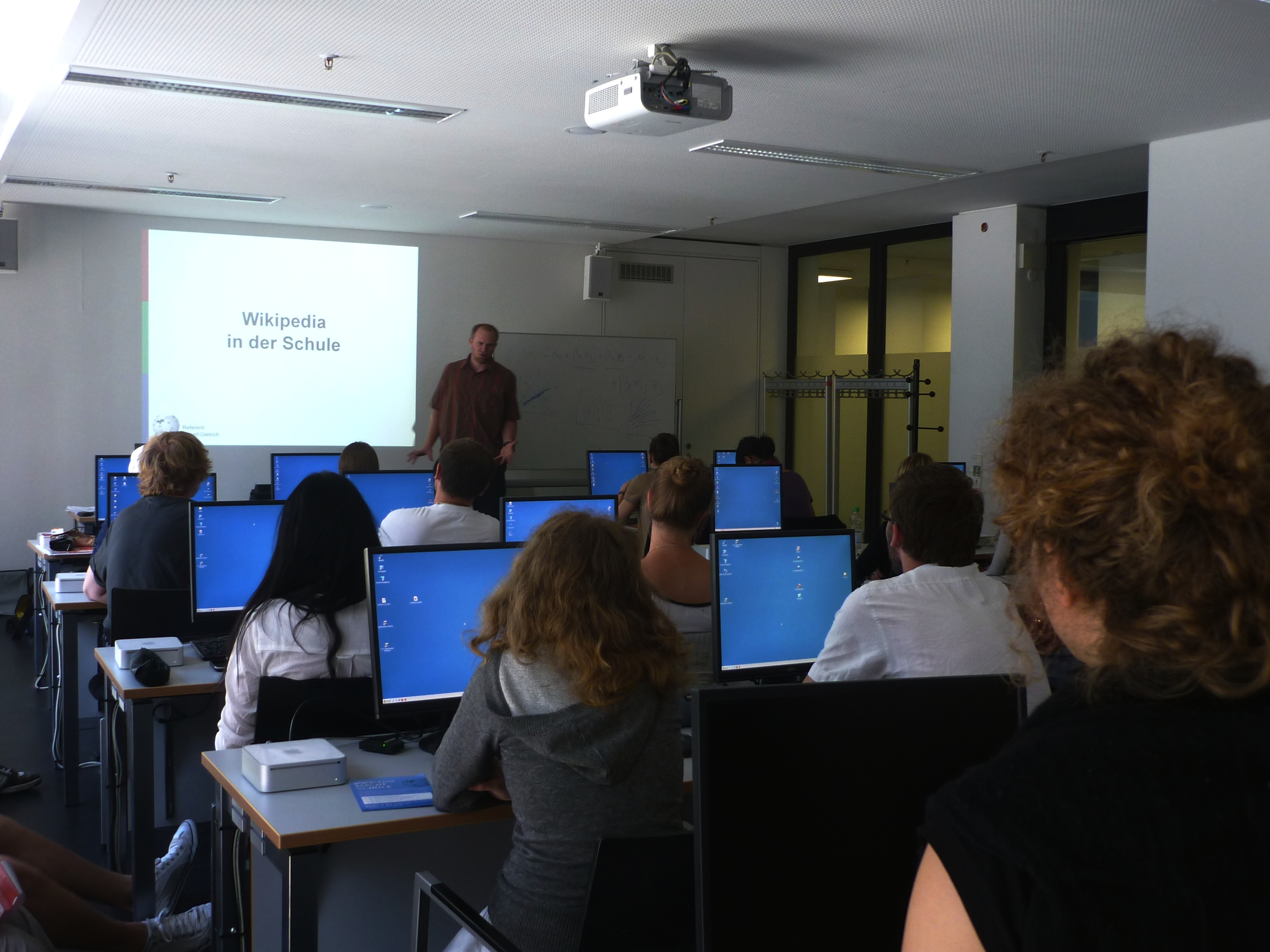
Humboldtova univerzita